# Józef Piszczek
Józef Karol Piszczek (ur. 30 stycznia 1912 w Cyrance, zm. 23 marca 1967 w Warszawie) – polski profesor nauk rolniczych w zakresie gleboznawstwa, nauczyciel akademicki

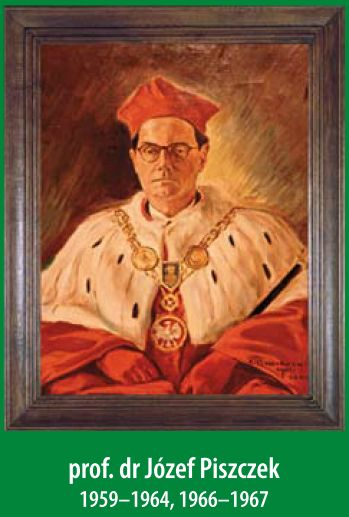
Obraz w Sali Senatu

## Życiorys

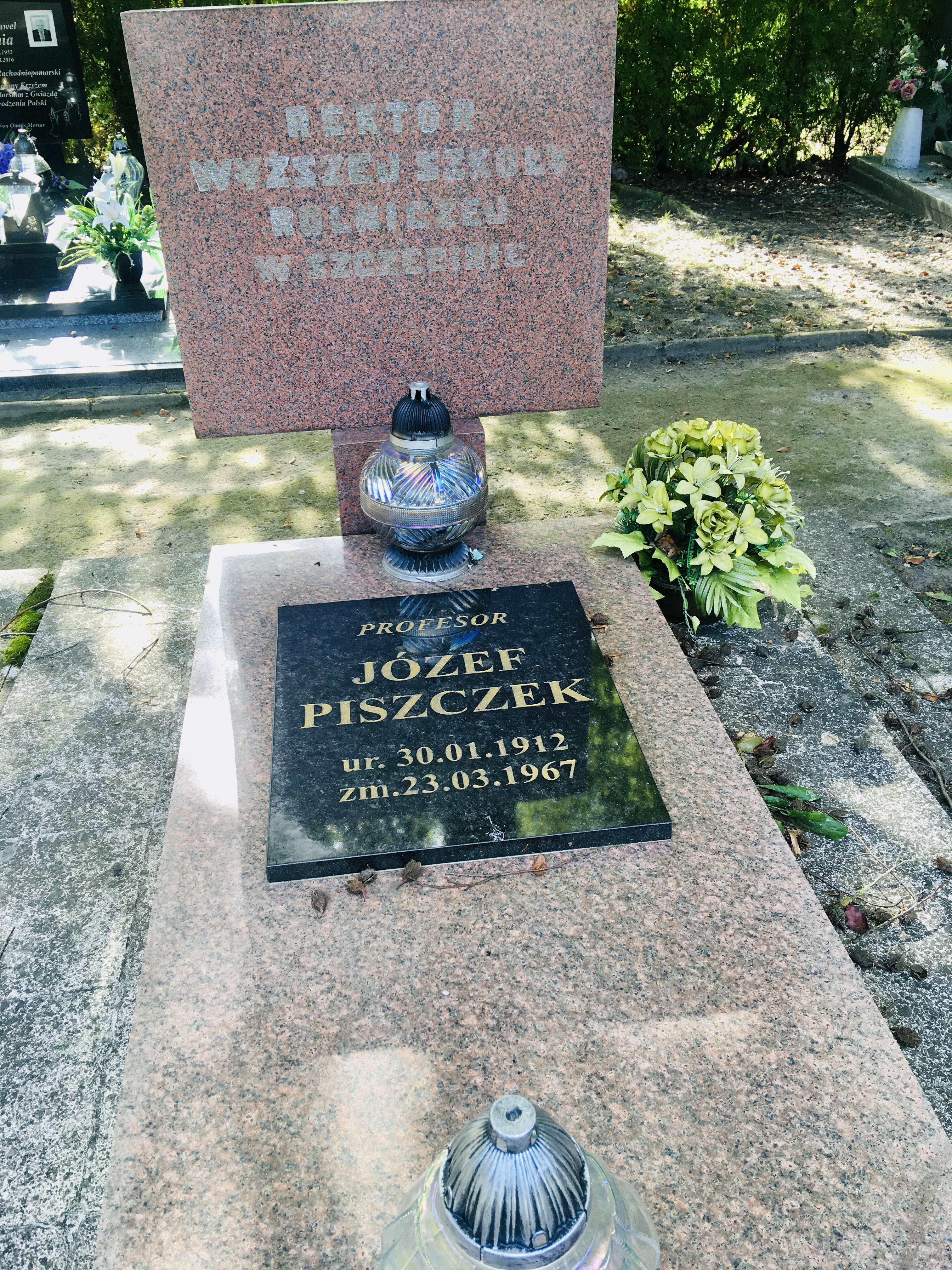
Grób profesora Józefa Piszczka – Rektora WSR w Szczecinie

Józef Karol Piszczek urodził się w rodzinie chłopskiej Józefa i Józefy z d. Flur. Po ukończeniu szkoły powszechnej od 1922 uczył się w Państwowym Gimnazjum typu humanistycznego im. Stefana Konarskiego w Mielcu, gdzie otrzymał świadectwo dojrzałości (1930). Studia na Wydziale Rolnym Uniwersytetu Jagiellońskiego w Krakowie ukończył w 1934 z dyplomem inżyniera rolnika. Po studiach był instruktorem rolniczym w Okręgowym Towarzystwie Rolniczym w Mielcu (1934–1936), nauczycielem szkoły rolniczej w Nowym Targu (1936–1937) oraz instruktorem rolniczym i agronomem powiatowym w Dąbrowie Tarnowskiej (1937–1940). Od grudnia 1940 do połowy sierpnia 1944 pracował jako księgowy w majątku rolnym Rzędzianowice w pow. mieleckim. Od maja 1945 był instruktorem rolniczym w Powiatowym Biurze Rolnym w Mielcu, a od marca 1946 – inspektorem Wojewódzkiej Izby Rolniczej w Rzeszowie. W 1947 poślubił żonę Helenę z d. Polek, nie miał dzieci. W latach 1946–1954 pracował na Uniwersytecie Marii Curie-Skłodowskiej w Lublinie kolejno jako asystent i adiunkt. W 1951 uzyskał stopień doktora nauk rolniczych na podstawie rozprawy Wpływ nawożenia i płodozmianu na zawartość manganu w glebie (promotor: prof. Bohdan Dobrzański). W 1955 otrzymał stanowisko docenta, w 1961 – tytuł profesora nadzwyczajnego. W 1954 przeniósł się do Szczecina, gdzie razem z Marianem Lityńskim, Stefanem Kownasem, Antonim Linkem i Grzegorzem Honczarenko zorganizował nową uczelnię – Wyższą Szkołę Rolniczą w Szczecinie. Profesor Józef Piszczek jako urzędujący Rektor zmarł w Warszawie po długiej i ciężkiej chorobie. Został z honorami pochowany na Cmentarzu Centralnym w Szczecinie 31 marca 1967 – jako pierwszy w nowo utworzonej Alei Zasłużonych.

## Praca naukowa i organizacyjna
Profesor Józef Piszczek był wysoko cenionym gleboznawcą, który prowadził badania dotyczące genezy, systematyki i kartografii gleb, zawartości w glebach uprawnych niektórych mikroelementów, niszczących glebę zjawisk erozyjnych oraz podniesienia produktywności gleb lekkich. Jest autorem lub współautorem ok. 60 publikacji naukowych ważnych dla praktyki gospodarczej.
Ważną dla nauki i praktyki stała się opracowana przez niego metodyka oznaczania magnezu w glebach. W latach 1958–1965 stwierdził bardzo ostry niedobór tego pierwiastka w uprawnych glebach lekkich Pomorza Zachodniego i wskazywał na konieczność nawożenia ich nawozami magnezowymi w celu podniesienia produktywności.
Był jednym z twórców powstałej w 1954 Wyższej Szkoły Rolniczej w Szczecinie i jednym z pierwszych jej pracowników. Zorganizował Katedrę Gleboznawstwa, której był kierownikiem do 1967. Był rektorem tej uczelni w latach 1959–1964 oraz 1966–1967, a w latach 1956–1959 – dziekanem Wydziału Rolniczego.
Uczestniczył w gremiach naukowych: był członkiem Komitetu Gleboznawstwa i Chemii Rolnej Polskiej Akademii Nauk (1957–1967), Rady Naukowo-Technicznej przy Ministrze Rolnictwa (1959–1965), Zespołu Doradców Naukowych przy Centralnym Zakładzie Kartografii IUNG (1960–1966). Współorganizował i jako pierwszy przewodniczył Szczecińskiemu Oddziałowi Polskiego Towarzystwa Gleboznawczego. Należał także do Międzynarodowego Towarzystwa Gleboznawczego, Polskiego Towarzystwa Geologicznego, Polskiego Towarzystwa Botanicznego i Szczecińskiego Towarzystwa Naukowego.

## Wybrane publikacje naukowe
- Badania gleboznawcze terenów Sośnica. „Ann. UMCS” 1947, E11, s. 263–284 (wsp. Bohdan Dobrzański)
- Wpływ nawożenia i płodozmianu na zawartość manganu w glebie. „Ann. UMCS” 1951, E6, 1
- Mangan w glebach karpackich terenów fliszowych. „Ann. UMCS” 1958, E11
- Problem kształtowania się zawartości Mn, J, Cu, Zn, Co w glebach Pomorza Zachodniego. „Zesz. Nauk. WSR Szczec.” 1964, 12 (wsp. Zygmunt Chudecki, Henryk Greinert)
- Gleby i zagadnienie erozji gleb na Pomorzu Zachodnim. „Zesz. Nauk. WSR Szczec.” 1965, 18 s.3-14
- Niektóre właściwości namułów z dna toru wodnego Szczecin-Świnoujście. „Zesz. Nauk. WSR Szczec.” 1965, 18, s. 173–176 (wsp. Zygmunt Chudecki, Henryk Greinert)
- Magnez dostępny dla roślin w bielicowych glebach lekkich Pomorza Zachodniego. „Zesz. Probl. Post. Nauk Roln.” 1967

## Odznaczenia i nagrody
- Krzyż Kawalerski Orderu Odrodzenia Polski (1958)
- Medal X-lecia PRL (1955)
- Gryf Pomorski (1959)
- złota odznaka Polskiego Towarzystwa Gleboznawczego (1961)
- zespołowa nagroda państwowa III stopnia za mapę gleb Polski